# Feckenham
 Feckenham  è una parrocchia civile inglese del Worcestershire, l'unica appartenente al distretto di Redditch.
Si trova a 4,8 km a sud-ovest dalla città di Redditch ed circa 19 km a nord-est dell'antica città di Worcester.
Fu chiamata con diversi nomi simili in tempi diversi: Feccanhom (IX secolo), Feccheham (XI secolo), Fekkeham, Fekeham (XII secolo), Feckeham, Feckaham, Fecham (XIII secolo), Flechenham (XVI secolo) e Feckyngham nel XVI e XVII secolo. La sua storia risale ai tempi dei romani, quando il villaggio si sviluppò grazie alla sua posizione sulla via del sale, tra Alcester e Droitwich, divenuta poi una strada romana (oggi la moderna strada B4090) e sui primi tratti del Bow Brook.
Feckenham nel XXI secolo è una comunità rurale ed un punto di partenza per numerosi percorsi a cavallo, strade pedonali rurali, e sentieri per escursioni.